# Lorenzo Pucci
Lorenzo Pucci (ur. 18 sierpnia 1458 we Florencji, zm. 16 września 1531 w Rzymie) – włoski kardynał.

## Życiorys
Pochodził ze szlacheckiej rodziny florenckiej. Przez pewien czas był profesorem prawa na uniwersytecie w Pizie. W 1509 został wybrany biskupem koadiutorem Pistoi. Objął tę diecezję we wrześniu 1518, ale już w listopadzie zrezygnował na rzecz bratanka Antonio Pucci (przyszłego kardynała). Datariusz papieży Juliusza II i Leona X 1511–1513. Administrator diecezji Melfi 1513–1528. Uczestniczył w Soborze Laterańskim V.
Papież Leon X mianował go swoim osobistym sekretarzem, a we wrześniu 1513 kreował kardynałem prezbiterem Santi Quattro Coronati. Administrator diecezji Vannes (1513–1514), archidiecezji Amalfi (1516–1519), diecezji Montefiascone (marzec – kwiecień 1519) oraz diecezji Capaccio (wrzesień 1522 – czerwiec 1523). Pełnił też funkcje protektora Portugalii, Danii, Polski oraz Czech i Węgier wobec Stolicy Apostolskiej. Wielki penitencjariusz 1520–1529. Za pontyfikatu Adriana VI został oskarżony o nadużycia finansowe zwłaszcza w związku z procederem sprzedaży odpustów. Uniknął kary dzięki wstawiennictwu kardynała Giulio Medici, który po wyborze na papieża jako Klemens VII uwolnił go od wszystkich zarzutów. Kardynał biskup Albano (1524) i Palestriny (1524–1531). Mecenas sztuki, protektor Michała Anioła i Rafaela.